# Excellent
L'Excellent és un vaixell transbordador construït per la drassana italiana Fincantieri Sestri, per la companyia també italiana Grandi Navi Veloci. És un vaixell de matrícula italiana i 202 metres d'eslora.
El primer servei del vaixell per a GNV va ser la línia Gènova - Olbia, Gênes - Palerm i Gènova - Porto Torres. A finals de la dècada del 2010 fa les rutes Gènova - Barcelona - Tànger, Seta - Tànger i Gènova - Tunis, segons els períodes.

## Història
Després de l'èxit dels sister-ships Majestic i Splendid dels anys 1993 i 1994 i del Fantastic del 1996, l'armador italià GNV va decidir fer un vaixell entre la Itàlia continental, Sicília i Sardenya. El 1997 la companyia va decidir començar dos nous creuers, els vaixells germans Excellent i Excelsior. Els plànols d'aquestes naus intenten millorar el Fantastic, amb 14 metres més de llargada i una capacitat clarament superior. Per estalviar temps, l'empresa compta amb naus germanes construïdes en dues drassanes diferents. L'Excellent es va construir el 1997 a les drassanes Nuovi Cantieri Apunia de Carrara. El llançament va ser el mateix any. Fou lliurat a GNV el 23 de maig de 1998.
Abans d'iniciar la seva carrera comercial, l'Excellent va fer un viatge de presentació d'Israel a Xipre. De retorn a Gènova, va fer la seva primera travessa cap a Olbia, a Sardenya, el 25 de juny de 1998. Quan va arribar la nau va patir una avaria als motors però es va arreglar a temps per poder tornar. Durant els seus primers anys de servei, l'Excel·lent va a Sardenya a l'estiu i Sicília la resta de l'any.
L'abril 2000, el transbordador fou llogat pel partit polític Força Itàlia en el marc de la campanya per a les eleccions generals italianes de 2001. La nau va fer la volta a Itàlia passant per Liorna, Nàpols, Reggio de Calàbria, Catània, Bari, Pescara, Ancona, Rímini i Venècia.
El 7 de gener de 2016, entre Tunis i Gènova, un passatger tunisià es emmalaltir i morí malgrat la intervenció dels primers auxilis. El mateix any, el vaixell es repinta amb els nous colors de GNV.
L'octubre 2017, s'utilitza com hotel flotant a Saint Christopher i Nevis per acollir les persones afectades per l'huracà Irma.
El 27 de gener de 2018, es declara un incendi a bord quan el vaixell es desplaçava entre Gènova i Tunis. El vaixell va aconseguir arribar a Gènova pels seus propis mitjans i el foc es va apatar.
El 31 d'octubre de 2018 el vaixell va colisionar amb una grua del Port de Barcelona que va caura i el dipòsit de gasolina de la grua va provocar un incendi. Es van haver de desallotjar persones i vehicles, s'hi van desplaçar 12 dotacions de bombers i no es van haver de lamentar ferits. Les males condicions meteorològiques van dificultar l'atracament, segons les versions que es van donar després de l'incident.

## Instal·lacions
Les instal·lacions més destacades es troben sobre els ponts 6 i 9. La nau té dos bars, tres espais de restauració, una piscina, una botiga, un casino, un centre de bellesa, un espai de videojocs, una sala de jocs per a nens, quatre espais de butaques i un centre de conferències.
Entre els espais més destacats sobre el pont 9 hi ha el gran saló Olímpia, la sala de bar amb piano, el Miami Cafè amb piscina, l'autoservei Mediterranea, el restaurant Oràgine, la galeria comercial Bazaar Chic i el casino Dream Machine. Sobre el pont 9 hi ha els salons de butaques a disposició dels passatgers que no tenen cabines.
Té 429 cabines sobre els ponts 7 i 8 que poden allotjar fins a quatre persones, totes proveïdes de sanitaris, 38 de les quals de luxe.

## Característics
L'Excellent té 202,17 metres de llarg i 26,8 metres d'ample, amb un tirant d'aigua de 6,9 metres. El seu tonatge brut és de 39.777 UMS. El vaixell pot transportar 2.253 passatgers i disposa d'un garatge que pot contenir 760 vehicles distribuïts en 4 nivells i accessible a través de tres rampes posteriors. Està totalment climatitzat. Compta amb quatre motors dièsel semi-ràpids tipus Sulzer-Wärtsilä 8L46A, de 8 cilindres en línia, amb una potència de 28.960 kW que porta dues hèlixs de Lips que permeten arribar a més de 24 nusos. També està equipat amb dos propulsors de proa i un estabilitzador antilliscant amb dues aletes plegables. El vaixell està equipat amb sis grans vaixells de rescat, nombrosos bots salvavides, un vaixell de rescat i un vaixell semirígid completen els dispositius de salvament.